# Флорентіна Ламе
Флорентіна Ламе (нім. Florentine Lahme), (21 липня 1974, Західний Берлін, ФРН) — німецька акторка.

## Вибіркова фільмографія
- Метаморфози (2007)
- Вогонь!  (2009)